# Peter Markovič

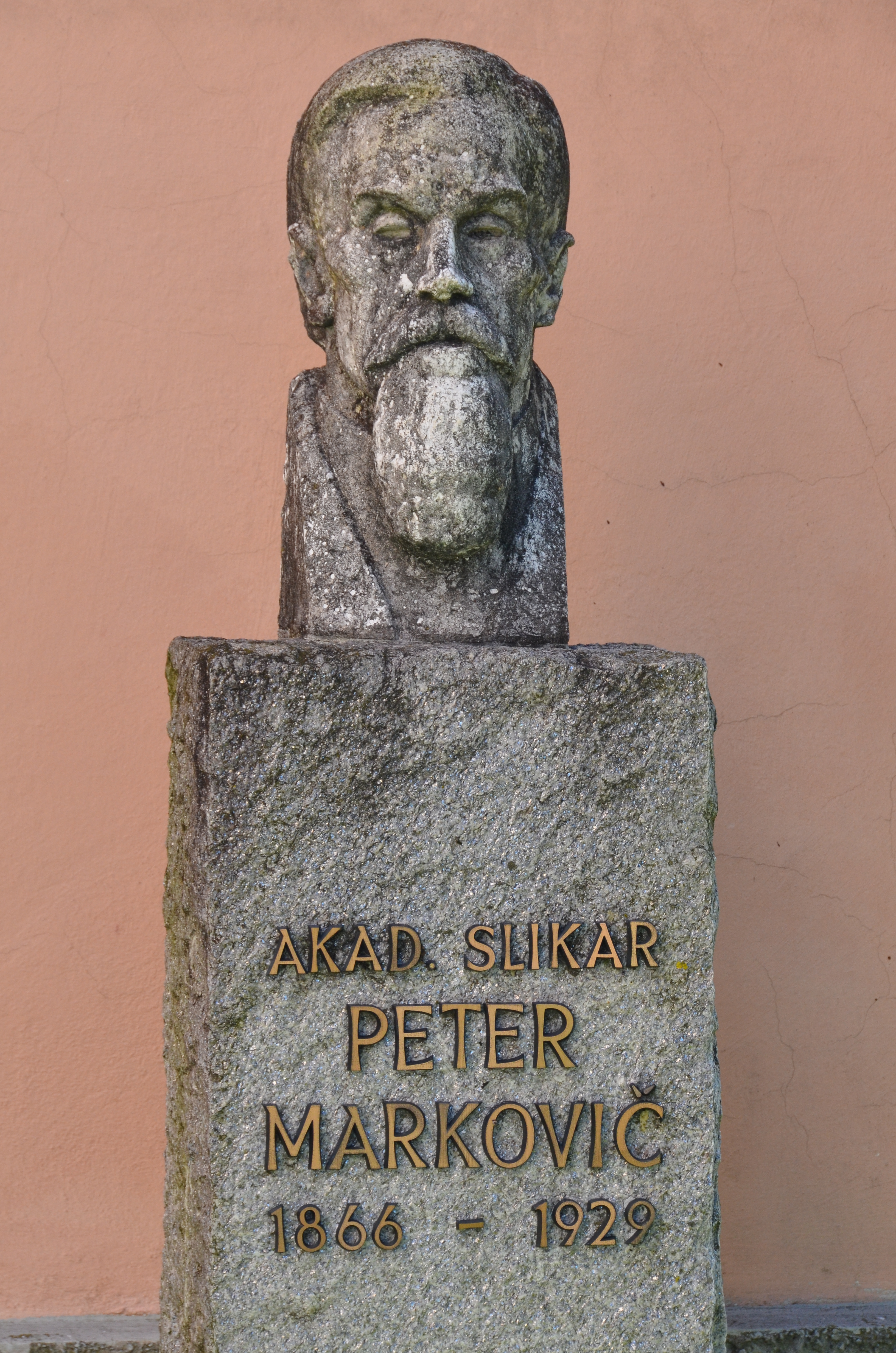
Büste des akademischen Malers Peter Markovič an der Pfarrkirche in Rosegg

Peter Markovič (* 2. Juli 1866 in Rosegg; † 27. Februar 1929) war ein österreichischer Maler.

## Leben
Der der slowenischen Volksgruppe angehörende akademische Maler und Sonderling Peter Markovič war bäuerlicher Abstammung und wurde am 2. Juli 1866 in Berg bei Rosegg geboren. In Klagenfurt fand sich ein Gönner, der Markovič das Studium an der Wiener Akademie der bildenden Künste ermöglichte. Nach seiner Rückkehr in die Heimat ehelichte er eine Frau aus Maria Elend und ließ sich in Frög bei Rosegg nieder. Markovič beschäftigte sich hauptsächlich mit sakraler Malerei für die Gotteshäuser der näheren und weiteren Umgebung. Außerdem schuf er Fresken für viele Bildstöcke. Seine Frau verewigte er in so manchem Madonnenbild. Der großgewachsene Mann, der einen Kinnbart trug, war auch ein Naturfreund: in seinem Heim hielt er exotische Vögel. Nach dem frühen Tod seiner Tochter gestaltete er auf dem Rosegger Friedhof einen Bildstock. An seiner Stelle steht heute ein von France Gorše geschaffenes Denkmal mit der Büste des Künstlers Markovič. Peter Markovič wurde mit 62 Jahren das Opfer einer schweren Grippe, er starb am 27. Februar 1929.

## Bildergalerie

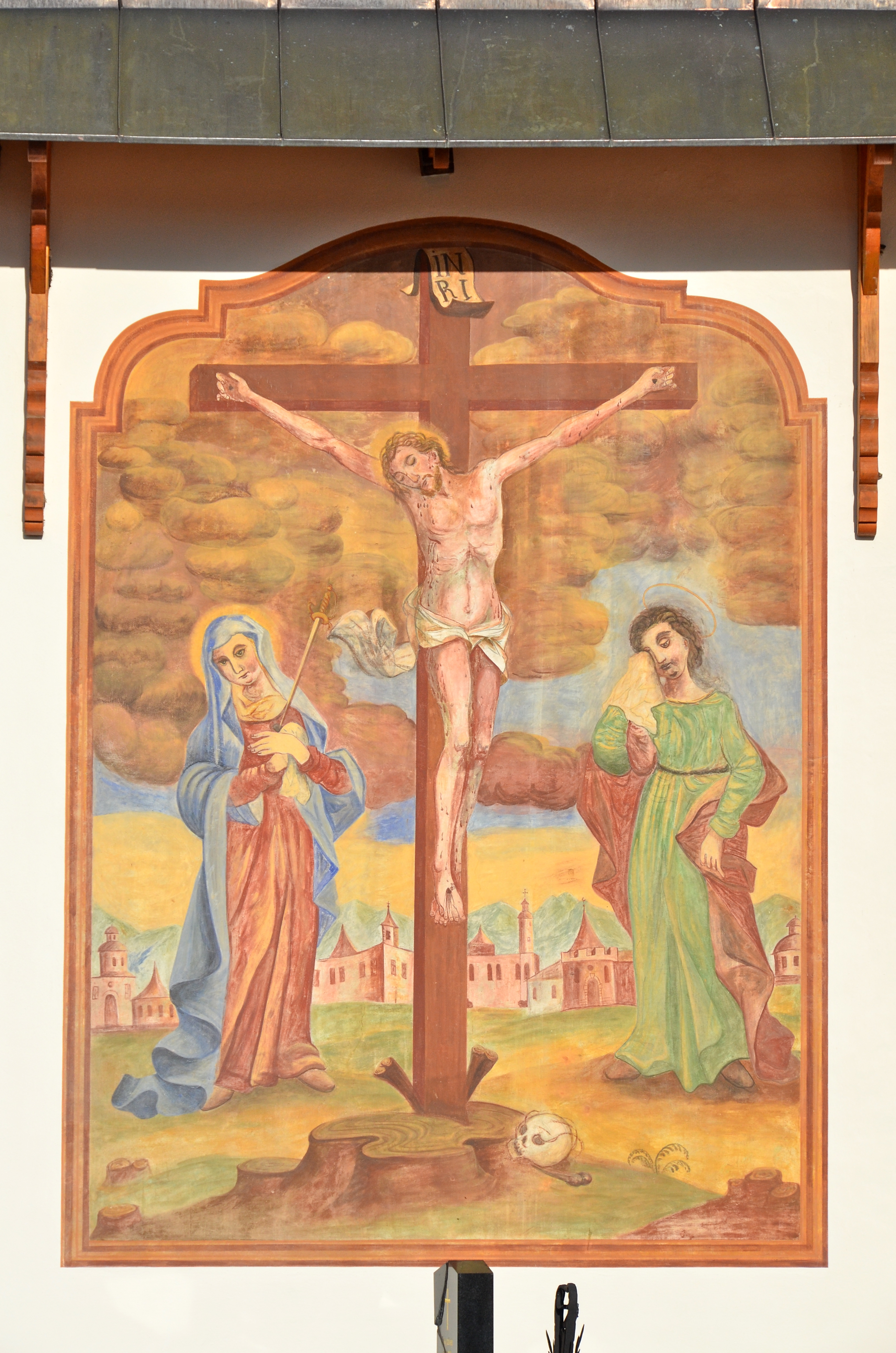
Kreuzigungsgruppe an der Turm-Süd-Wand der Pfarrkirche Augsdorf
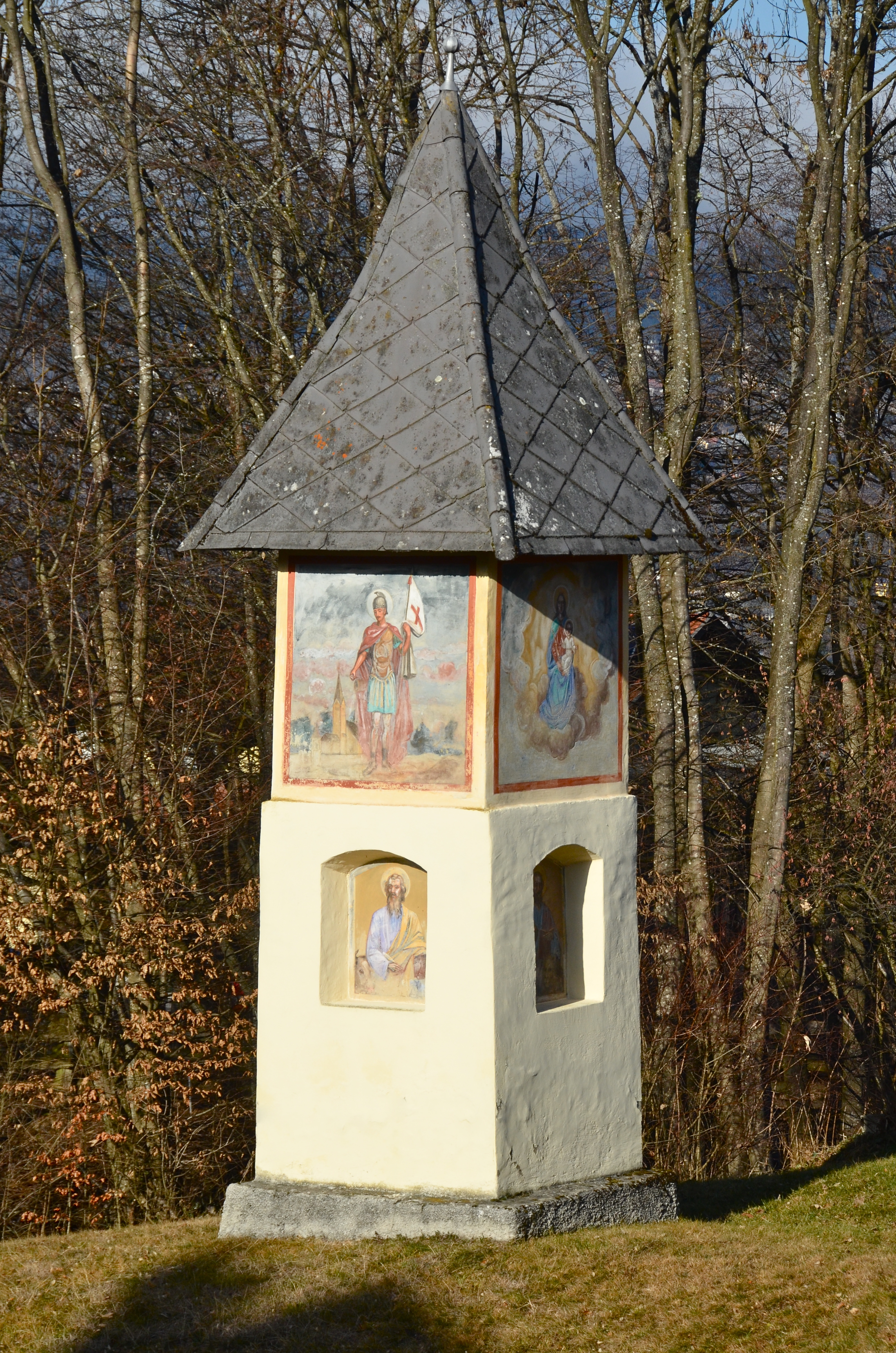
Tabernakelbildstock in Augsdorf, Velden am Wörthersee
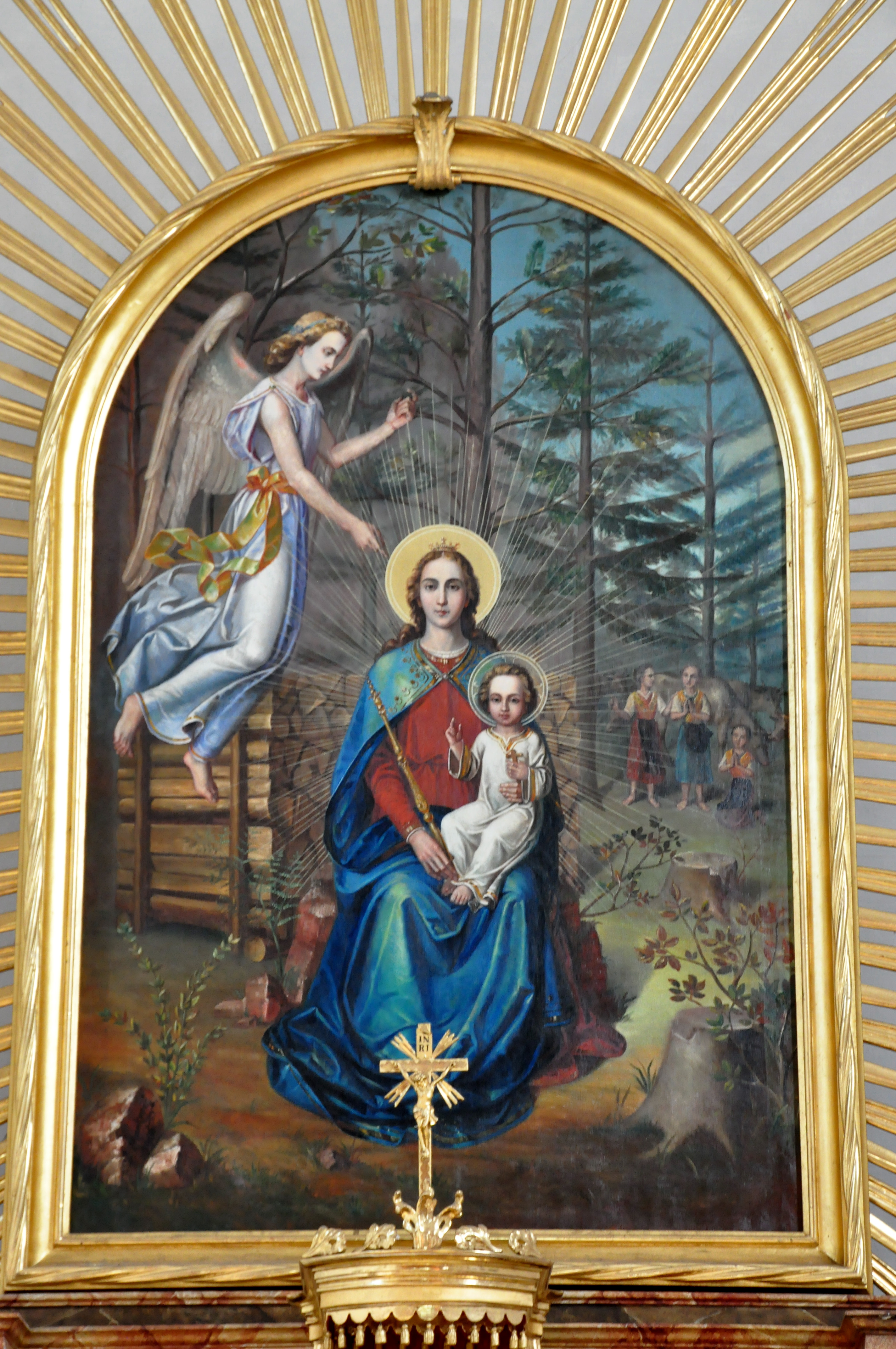
Hochaltarbild von der Marienerscheinung in der Filialkirche Maria im Walde in Dolina

## Werke (Auswahl)
- Kreuzigungsgruppe an der Turm-Süd-Wand der Pfarrkirche heilige Maria Rosenkranzkönigin in Augsdorf, Velden am Wörthersee
- 1902 Bilder am Tabernakelbildstock vor der Pfarrkirche am Friedhofseingang in Augsdorf, Velden am Wörthersee
- 1905 Kreuzwegbilder in der Pfarrkirche heilige Maria Rosenkranzkönigin in Augsdorf, Velden am Wörthersee
- 1906 Hochaltarbild der Marienerscheinung in der Filialkirche Maria im Walde in Dolina
- 1914 Gewölbemalerei der Heiligen Johannes, Peter und Paul im Chor der Pfarrkirche St. Johann im Rosental